# Comignago
Comignago is een gemeente in de Italiaanse provincie Novara (regio Piëmont) en telt 1218 inwoners (31-12-2012). De oppervlakte bedraagt 4,4 km², de bevolkingsdichtheid is 277 inwoners per km².

## Demografie
Comignago telt ongeveer 1218 inwoners. Het aantal inwoners steeg in de periode 1991-2012 met 59,2% volgens getallen uit de tienjaarlijkse volkstellingen van ISTAT.
Op 20 september 2013 kwam de plaats in het nieuws doordat de tv-persoonlijkheid Belen Rodriguez er trouwde met haar vriend Stefano.
| Jaar | aantal inwoners |
| ---- | --------------- |
| 1991 | 765             |
| 2001 | 939             |
| 2004 | 1051            |
| 2012 | 1218            |

## Geografie
Comignago grenst aan de volgende gemeenten: Arona, Borgo Ticino, Castelletto sopra Ticino, Dormelletto, Gattico, Oleggio Castello, Veruno.
Agrate Conturbia · Ameno · Armeno · Arona · Barengo · Bellinzago Novarese · Biandrate · Boca · Bogogno · Bolzano Novarese · Borgo Ticino · Borgolavezzaro · Borgomanero · Briga Novarese · Briona · Caltignaga · Cameri · Carpignano Sesia · Casalbeltrame · Casaleggio Novara · Casalino · Casalvolone · Castellazzo Novarese · Castelletto sopra Ticino · Cavaglietto · Cavaglio d'Agogna · Cavallirio · Cerano · Colazza · Comignago · Cressa · Cureggio · Divignano · Dormelletto · Fara Novarese · Fontaneto d'Agogna · Galliate · Garbagna Novarese · Gargallo · Gattico · Ghemme · Gozzano · Granozzo con Monticello · Grignasco · Invorio · Landiona · Lesa · Maggiora · Mandello Vitta · Marano Ticino · Massino Visconti · Meina · Mezzomerico · Miasino · Momo · Nebbiuno · Nibbiola · Novara · Oleggio · Oleggio Castello · Orta San Giulio · Paruzzaro · Pella · Pettenasco · Pisano · Pogno · Pombia · Prato Sesia · Recetto · Romagnano Sesia · Romentino · San Maurizio d'Opaglio · San Nazzaro Sesia · San Pietro Mosezzo · Sillavengo · Sizzano · Soriso · Sozzago · Suno · Terdobbiate · Tornaco · Trecate · Vaprio d'Agogna · Varallo Pombia · Veruno · Vespolate · Vicolungo · Vinzaglio